# Me encanta dormir contigo
"Me encanta dormir contigo" es la segunda canción del disco Las desventuras de Cruks en Karnak del 2003 de la banda de rock y fusión ecuatoriana Cruks en Karnak.
La letra de la canción se refiere a las emociones y afecto que un hombre siente hacia una mujer, repitiendo constantemente durante la canción la frase "me encanta dormir contigo después de hacer el amor". Es muy probable que esta canción haya sido una de las últimas en escribirse en el disco Las desventuras de Cruks En Karnak, tomando en cuenta que se pueden escuchar frases y palabras que han sido usadas en otras canciones del mismo disco, tales como "yo contigo no pierdo el control" haciendo mención a la canción  Control o con el verso "como un bebe volador que al fin encontró su nido" haciendo mención a la canción El bebé volador del mismo disco.
La canción en si es una mezcla de sonidos africanos y tropicales, que junto a una guitarra que muestra unas líneas nítidas de cuerdas de nylon y la mezcla de voces forma un estilo único difícilmente apreciable en otros ejemplos.
La canción fue un éxito en el año 2003 llegando a estar en el primer lugar de las listas de éxitos de las radios ecuatorianas.
- Datos: Q6008061